# Landkreis Göppingen
Der Landkreis Göppingen ist eine Gebietskörperschaft mit 258.809 Einwohnern (31. Dezember 2024) in Baden-Württemberg. Der Landkreis gehört zur Region Stuttgart im Regierungsbezirk Stuttgart. Sitz der Verwaltung des Landratsamtes ist die Große Kreisstadt Göppingen. Das Kreisgebiet erstreckt sich von Nord nach Süd von Adelberg bis Hohenstadt, in West-Ost-Richtung von Ebersbach an der Fils bis Böhmenkirch.

## Geographie

### Lage
Der Landkreis Göppingen liegt am Rande der Schwäbischen Alb. Durch das Kreisgebiet fließt die Fils, ein rechter Nebenfluss des Neckars, der bei Plochingen mündet. Der Fluss kommt über Geislingen an der Steige von Wiesensteig (Filsursprung) und durchfließt das Kreisgebiet in ost-westlicher Richtung bis Ebersbach an der Fils, wo er den Landkreis verlässt, um dann bei Plochingen (Landkreis Esslingen) in den Neckar zu münden. Das Kreisgebiet erstreckt sich über eine Höhenlage von 266 m ü. NN in Ebersbach an der Fils bis 838 m ü. NN in Hohenstadt auf der Albhochfläche. Der Mittelpunkt des Landkreis Göppingen befindet sich im Schlater Wald in der Nähe des Parkplatzes an der Eiche.

### Orte
Die Liste der Orte im Landkreis Göppingen enthält ungefähr 255 Orte (Städte, Dörfer, Weiler, Höfe und Wohnplätze) des Landkreises Göppingen im geographischen Sinne.

### Nachbarkreise
Der Landkreis grenzt im Uhrzeigersinn im Norden beginnend an die Landkreise Rems-Murr-Kreis, Ostalbkreis, Heidenheim, Alb-Donau-Kreis, Reutlingen (weniger als 500 m) und Esslingen.

### Flächenaufteilung
Nach Daten des Statistischen Landesamtes, Stand 2015.

### Naturschutz
Der Landkreis Göppingen besitzt die nachfolgenden Naturschutzgebiete. Nach der Schutzgebietsstatistik der Landesanstalt für Umwelt, Messungen und Naturschutz Baden-Württemberg (LUBW)  stehen 2881,68 Hektar der Kreisfläche unter Naturschutz, das sind 4,49 Prozent.
1. Autal: 45,0 ha; Gemarkung Bad Überkingen
2. Bärentobel: 9,8 ha; Gemarkungen Uhingen und Holzhausen
3. Dalisberg: 30,5 ha; Gemarkung Unterböhringen
4. Eybtal mit Teilen des Längen- und Rohrachtales: 1331,0 ha; Gemarkungen Schnittlingen, Steinenkirch und Treffelhausen, Donzdorf, Geislingen an der Steige, Eybach, Stötten, Waldhausen und Weiler
5. Galgenberg: 88,0 ha; Gemarkungen Auendorf und Deggingen
6. Haarberg-Wasserberg: 109,6 ha; Gemarkung Reichenbach im Täle
7. Hausener Wand: 77,5 ha; Gemarkungen Bad Überkingen und Hausen an der Fils
8. Heide am Hillenwang: 12,5 ha; Gemarkung Gruibingen
9. Heldenberg: 213,5 ha; Gemarkungen Donzdorf, Winzingen und Nenningen
10. Kaltes Feld mit Hornberg, Galgenberg und Eierberg: 634,4 ha (davon 137,6 ha im Kreis Göppingen): Gemarkungen Nenningen und Weißenstein, Degenfeld, Waldstetten und Wißgoldingen (Ostalbkreis)
11. Kornberg: 189,8 ha; Gemarkung Gruibingen
12. Kutschenberg-Heuschlaufenberg-Stürzelberg: 76,3 ha; Gemarkung Böhmenkirch
13. Nordalbhänge: Ottenwang-Ungerhalde-Sommerberg: 95 ha; Gemarkung Deggingen
14. Oberer Berg: 18,1 ha; Gemarkungen Bad Ditzenbach und Deggingen
15. Rohrachtal: 12,8 ha; Gemarkung Geislingen an der Steige
16. Rufsteinhänge und Umgebung: 247,3 ha; Gemeinden Gruibingen und Mühlhausen im Täle
17. Spielburg: 31,2 ha; Gemarkung Hohenstaufen
18. Sterneck: 5,4 ha; Gemarkungen Mühlhausen im Täle und Wiesensteig
19. Teufelsloch-Kaltenwang: 121,7 ha; Gemarkungen Bad Boll und Gruibingen
20. Vögelestal und Oberes Lontal: 89,5 ha; Stadt Geislingen, Gemarkung Türkheim

## Geschichte
Der Landkreis Göppingen wird auch als Stauferkreis bezeichnet. Von der Burg Hohenstaufen nahm das Fürstengeschlecht um 1070 seinen Anfang und stieg bis zum Kaiserthron auf. Nach dem Aussterben der Staufer fiel der Göppinger Raum weitgehend an die Grafen von Württemberg. Hier wurde Göppingen bald Sitz eines Oberamtes. Nach 1810 wurde auch das ehemals zur freien Reichsstadt Ulm gehörige Gebiet um Geislingen württembergisch und es entstand das Oberamt Geislingen. Beide Oberämter gehörten ab 1810 zur Landvogtei an Fils und Rems und ab 1818 zum Donaukreis, der 1924 aufgelöst wurde. 1934 wurden sie in Kreise umbenannt und 1938 wurden beide zum Landkreis Göppingen vereinigt. Einige Orte des Kreises Geislingen kamen auch zum Landkreis Ulm. Der Landkreis Göppingen erhielt ferner einige Orte der aufgelösten Kreise Kirchheim, Schorndorf, Schwäbisch Gmünd und Welzheim.
Bei der Kreisreform blieb der Landkreis Göppingen am 1. Januar 1973 im Wesentlichen unverändert.
Es gab nur folgende Änderungen:
- Der Ort Lenglingen wurde in die Stadt Göppingen umgemeindet. Er gehörte bis 1972 zur Gemeinde Großdeinbach, Landkreis Schwäbisch Gmünd, wurde dann in die Stadt Schwäbisch Gmünd eingegliedert und kam 1973 dann zu Göppingen.
- Bereits vor der Kreisreform 1973 war der Landkreis Göppingen um drei Orte vergrößert worden: Am 1. April 1972 war die Gemeinde Maitis (Landkreis Schwäbisch Gmünd) infolge der Eingliederung in die Stadt Göppingen dem Landkreis Göppingen zugeteilt worden. Ferner waren Türkheim und Waldhausen, beide bis 1970/1972 zum Landkreis Ulm gehörig, am 1. Januar 1971 bzw. 1. März 1972 in die Stadt Geislingen an der Steige eingegliedert worden und somit zum Landkreis Göppingen gekommen.
- (Quelle: Kreisreform Baden-Württemberg 1973#Landkreis Göppingen)

Bereits am 1. Januar 1971 hatte er die Gemeinde Türkheim des Landkreises Ulm hinzugewonnen. Aus demselben Landkreis folgte Waldhausen am 1. März 1972. Sowohl Türkheim als auch Waldhausen wurden in die Stadt Geislingen an der Steige eingegliedert. Am 1. April 1972 wurde der Landkreis um die Gemeinde Maitis, die in die Stadt Göppingen eingemeindet wurde, vergrößert.
Nach Abschluss der Gemeindereform umfasst der Landkreis Göppingen noch 38 Gemeinden, darunter neun Städte und hiervon wiederum drei „Große Kreisstädte“ (Eislingen/Fils, Geislingen an der Steige und Göppingen). Größte Stadt des Kreises ist Göppingen, kleinste Gemeinde ist Drackenstein.
Seit dem Jahr 2021 überlegen die Gemeinden Wiesensteig, Mühlhausen, Hohenstadt, Drackenstein, Bad Überkingen, Geislingen an der Steige und Böhmenkirch im Süden des Landkreises zum Alb-Donau-Kreis zu wechseln. Auslöser war die Entscheidung des Kreistags im Mai 2021, die Helfenstein-Klinik in Geislingen zu schließen. Bei Debatten in den Gemeinden des oberen Filstals wurde beklagt, dass sich die Bevölkerung der Gemeinden abgehängt fühle. Die Schließung der Helfenstein-Klinik habe das Fass zum Überlaufen gebracht. In Geislingen wurde daher zeitgleich zur Bundestagswahl 2021 ein Bürgerentscheid abgehalten, ob die Stadt prüfen solle, den Landkreis Göppingen zu verlassen und zum Alb-Donau-Kreis überzutreten. Auch in Böhmenkirch gab es eine Abstimmung, ob die Gemeinde einen Wechsel zum Landkreis Heidenheim, zum Ostalbkreis oder zum Alb-Donau-Kreis prüfen solle. In Geislingen stimmten 81,46 % der Stimmberechtigten (Beteiligung: 56,5 %) für eine Prüfung des Kreiswechsels, in Böhmenkirch 71,53 % (Beteiligung: 74,2 %). Die Entscheidungsgewalt über einen Kreiswechsel liegt beim Landtag.

## Bevölkerung

### Einwohnerentwicklung

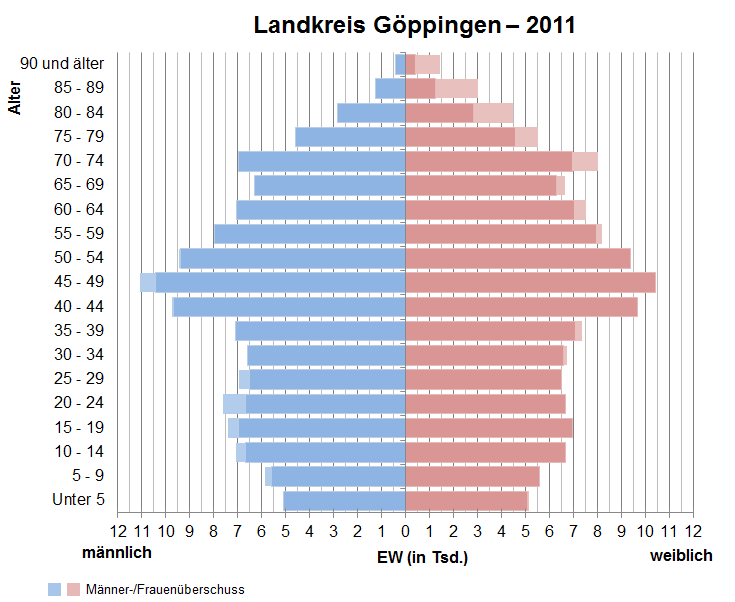
Bevölkerungspyramide für den Kreis Göppingen (Datenquelle: Zensus 2011)

Die Einwohnerzahlen sind Volkszählungsergebnisse (¹) oder amtliche Fortschreibungen des Statistischen Landesamts Baden-Württemberg (nur Hauptwohnsitze).
| Datum             | Einwohner |
| ----------------- | --------- |
| 31. Dezember 1973 | 232.933   |
| 31. Dezember 1975 | 229.117   |
| 31. Dezember 1980 | 230.953   |
| 31. Dezember 1985 | 229.399   |
| 25. Mai 1987 ¹    | 231.284   |
| 31. Dezember 1990 | 243.092   |

| Datum             | Einwohner |
| ----------------- | --------- |
| 31. Dezember 1995 | 255.203   |
| 31. Dezember 2000 | 256.792   |
| 31. Dezember 2005 | 257.783   |
| 31. Dezember 2010 | 252.548   |
| 31. Dezember 2015 | 252.749   |
| 31. Dezember 2020 | 258.781   |

### Konfessionsstatistik
Laut der Volkszählung 2011 waren 35,1 % (86.804) der Einwohner evangelisch, 34,3 % (84.814) römisch-katholisch und 30,6 % waren konfessionslos, gehörten einer anderen Religionsgemeinschaft an oder machten keine Angabe. Der Anteil der evangelischen und katholischen Kirchenmitglieder im Kreis sinkt jährlich um einen Prozentpunkt. Gemäß dem Zensus 2022 waren am 25. Mai 2022 27,8 % der Einwohner evangelisch, 28,1 % katholisch, und 44,1 % waren konfessionslos, gehörten einer anderen Glaubensgemeinschaft an oder machten keine Angabe.
Laut kirchlicher Statistik waren Ende 2021 74.180 Personen Mitglied der katholische Kirche (28,5 % bei 260.00 Einwohnern). Ende 2024 waren 67.385 Personen Mitglied der katholische Kirche (26,0 % bei 259.000 Einwohnern).

## Politik

### Kreistag
Der Kreistag wird von den Wahlberechtigten im Landkreis auf fünf Jahre gewählt. Das rechts dargestellte Ergebnis der Kommunalwahl am 9. Juni 2024 führte zu folgender Sitzverteilung (66 Sitze, vorher 67 Sitze):
- Linke: 1
- Grüne: 8
- SPD: 10
- FW: 13
- FDP: 3
- CDU: 21
- AfD: 10

Kreistags-Wahleergebnisse seit 1989
| Parteien und Wählergemeinschaften | Parteien und Wählergemeinschaften       | % 2019  | Sitze 2019 | % 2014  | Sitze 2014 | % 2009  | Sitze 2009 | % 2004  | Sitze 2004 | % 1999 | Sitze 1999 | % 1994 | Sitze 1994 | % 1989 | Sitze 1989 |
| --------------------------------- | --------------------------------------- | ------- | ---------- | ------- | ---------- | ------- | ---------- | ------- | ---------- | ------ | ---------- | ------ | ---------- | ------ | ---------- |
| CDU                               | Christlich Demokratische Union          | 25,6    | 17         | 36,5    | 23         | 31,3    | 22         | 38,1    | 25         | 39,1   | 28         | 32,6   | 27         | 34,3   | 26         |
| FW                                | Freie Wähler im Landkreis Göppingen     | 20,5    | 14         | 21,9    | 14         | 21,5    | 15         | 18,7    | 14         | –      | –          | –      | –          | –      | –          |
| Grüne                             | Bündnis 90/Die Grünen                   | 18,9    | 13         | 13,5    | 9          | 13,1    | 8          | 9,7     | 6          | 6,8    | 4          | 10,3   | 7          | 7,3    | 5          |
| SPD                               | Sozialdemokratische Partei Deutschlands | 15,8    | 11         | 18,3    | 12         | 20,1    | 12         | 21,6    | 13         | 25,2   | 17         | 27,5   | 21         | 27,6   | 19         |
| AfD                               | Alternative für Deutschland             | 9,9     | 6          | –       | –          | –       | –          | –       | –          | –      | –          | –      | –          | –      | –          |
| FDP                               | Freie Demokratische Partei              | 7,8     | 5          | 7,1     | 4          | 14,0    | 8          | 12,0    | 7          | 9,3    | 6          | 9,5    | 6          | 12,5   | 8          |
| Linke                             | Die Linke                               | 2,2     | 1          | 2,3     | 1          | –       | –          | –       | –          | –      | –          | –      | –          | –      | –          |
| REP                               | Die Republikaner                        | –       | –          | –       | –          | –       | –          | –       | –          | 4,6    | 2          | 4,3    | 2          | 5,3    | 3          |
| WG*                               | Wählervereinigungen                     | –       | –          | –       | –          | –       | –          | –       | –          | 15,0   | 12         | 15,4   | 13         | 13,1   | 12         |
| Sonst.                            | Sonstige                                | –       | –          | 0,8     | –          | –       | –          | –       | –          | –      | –          | 0,4    | 0          | –      | –          |
| Gesamt                            | Gesamt                                  | 100 %   | 66         | 100 %   | 63         | 100 %   | 65         | 100 %   | 65         | 100 %  | 69         | 100 %  | 76         | 100 %  | 73         |
| Wahlbeteiligung                   | Wahlbeteiligung                         | 56,93 % | 56,93 %    | 46,88 % | 46,88 %    | 49,56 % | 49,56 %    | 50,39 % | 50,39 %    | 52,5 % | 52,5 %     | 65,1 % | 65,1 %     | 56,8 % | 56,8 %     |

* WG: Wählervereinigungen, da sich die Ergebnisse von 1989 bis 1999 nicht auf einzelne Wählergruppen aufschlüsseln lassen.

### Landrat
Der Landkreis wird vom Landrat verwaltet. Der Kreistag wählt den Landrat für eine Amtszeit von acht Jahren. Der Landrat ist gesetzlicher Vertreter und Repräsentant des Landkreises sowie Vorsitzender des Kreistags und seiner Ausschüsse, hat aber in den Gremien kein Stimmrecht. Er leitet das Landratsamt und ist Beamter des Kreises.
Zu seinem Aufgabengebiet zählen die Vorbereitung der Kreistagssitzungen sowie seiner Ausschüsse. Er beruft Sitzungen ein, leitet diese und vollzieht die dort gefassten Beschlüsse. Sein Stellvertreter ist der Erste Landesbeamte.
Die Oberamtmänner des ehemaligen Oberamts Göppingen sind im Artikel Oberamt Göppingen dargestellt.
Die Landräte des Landkreises Göppingen ab 1936:
- 1934–1936: Walter Bertsch
- 1936–1942: Alfred Nagel
- 1943–1945: Hermann Reihling (Amtsverweser)
- 1945–1945: Erich Krauss (kommissarisch)
- 1945–1946: Paul Metz (kommissarisch)
- 1946–1948: Gotthold Brendle
- 1948–1966: Gustav Seebich
- 1966–1985: Paul Goes
- 1985–2009: Franz Weber
- 2009–2025: Edgar Wolff
- seit 2025: Markus Möller

### Wappen

Hissflagge
Bannerflagge
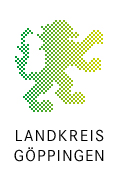
Logo

Der Landkreis Göppingen führt ein Siegel sowie eine Hiss- und eine Bannerflagge. Ferner verwendet der Landkreis ein Logo.
| Wappen des Landkreises Göppingen | Blasonierung: „In Gold (Gelb) unter einer liegenden schwarzen Hirschstange ein aufgerichteter, rot bewehrter und rot bezungter schwarzer Löwe.“ |
| Wappen des Landkreises Göppingen | Wappenbegründung: Das Wappen wurde vom damaligen Oberamt Göppingen 1928 angenommen. Eine offizielle Verleihung war nach damaliger Rechtslage nicht erforderlich. Bei der Kreisreform blieb der Landkreis Göppingen bestehen, so dass eine Neuverleihung nicht erforderlich war. Der Löwe ist das Wappenbild der Staufer, die im Kreisgebiet ihre Besitzungen hatten. Der Landkreis Göppingen wird auch „Stauferkreis“ genannt. Die Hirschstange ist das Wappensymbol Württembergs, welches nach dem Untergang der Staufer das überwiegende Kreisgebiet beherrschte. |

### Partnerschaften
Der Landkreis Göppingen unterhält seit 1990 eine Partnerschaft zum Landkreis Görlitz in Sachsen.

## Wirtschaft und Infrastruktur
Im sogenannten „Zukunftsatlas“ 2019 belegte der Landkreis Göppingen Platz 152 von 401 Landkreisen, Kommunalverbänden und kreisfreien Städten in Deutschland und zählt damit zu den Regionen mit „gewissen Zukunftschancen“. In der Ausgabe von 2023 lag er noch auf Platz 176 von 400 und in der Gruppe „Ausgeglichene Chancen/Risiken“.
Im Landkreis Göppingen haben u. a. die bekannten Unternehmen WMF, Märklin, Schuler und Teamviewer ihren Stammsitz.

### Verkehr

#### Eisenbahn
Im Kreis Göppingen überquert die 1847 von Stuttgart bis Süßen, 1849 bis Geislingen an der Steige und 1850 bis Ulm eröffnete Filstalbahn, eine Hauptstrecke der Württembergischen Staatsbahn, die Schwäbische Alb.
Erst nach dem Ende des 19. Jahrhunderts wurden einige Nebenbahnen in die Seitentäler hineingeführt:
- 1901: Lautertalbahn Süßen–Donzdorf–Weißenstein
- 1903: Tälesbahn Geislingen–Bad Ditzenbach–Wiesensteig und
- 1911/12: Hohenstaufenbahn Göppingen–Schwäbisch Gmünd

1926 kam noch die Voralbbahn Göppingen–Boll durch die Deutsche Reichsbahn hinzu.
Nur die Ortschaft Waldhausen wird von der 1906 eröffneten Bahnstrecke Amstetten–Gerstetten der Württembergischen Eisenbahn-Gesellschaft berührt.
Auf all diesen Nebenbahnen wurde der Personenverkehr stillgelegt:
- 1968: Deggingen–Wiesensteig (8 km)
- 1969: Donzdorf–Weißenstein (7 km)
- 1980: Süßen–Donzdorf 3 km und Geislingen–Deggingen (13 km)
- 1984: (Schwäbisch Gmünd)–Lenglingen–Göppingen (16 km)
- 1989: Göppingen–Boll (12 km)
- 1997: (Amstetten)–Waldhausen–(Gerstetten) (4 km)

So werden nur noch 35 km von einstmals fast 100 km regelmäßig befahren. Auf der Filstalbahn verkehren regelmäßig die Regionalzüge MEX 16 (Stuttgart – Geislingen (Steige)) und RE 5 (Stuttgart – Friedrichshafen).
Eine Verlängerung der S-Bahn Stuttgart auf der Filstalbahn ins Kreisgebiet wird seit Jahren immer wieder diskutiert. Der Landkreis beschloss im Januar 2007, sich an der Erstellung einer Machbarkeitsstudie dafür zu beteiligen. 2014 kam eine Studie des Verkehrswissenschaftlichen Instituts der Universität Stuttgart zu dem Ergebnis, dass eine Verlängerung nicht wirtschaftlich sei. 2023 startete der Verband Region Stuttgart eine neue Untersuchung, in der erneut das Potential einer Verlängerung der S1 bis Geislingen (Steige) analysiert werden soll. Das Thema ist kontrovers, unter anderem, weil befürchtet wird, dass eine S-Bahn zu Einschränkungen bei den Regional-Express-Verbindungen führen würde. In der Vergangenheit wurde als Voraussetzung der Bau der Neubaustrecke Wendlingen–Ulm genannt, weil diese die Filstalbahn vom Personenfernverkehr entlasten würde.

#### Busverkehr
Die Buslinien im Landkreis verkehren zu einheitlichen Tarifen innerhalb des Verkehrs- und Tarifverbundes Stuttgart. Im östlichen Teil des Landkreises gibt es Überlappungsgebiete zum Tarif des DING-Verbundes. Grundlage des Angebots ist der seit 2015 zweimal fortgeschriebene Nahverkehrsplan, zuletzt 2023. 50 zum Teil kreisübergreifende Linien erschließen das Gebiet. Zuletzt war im Jahr 2019 das Liniennetz umfangreich um 1,7 Millionen jährliche Angebotskilometer ausgeweitet worden, insbesondere an den Wochenenden und an Randzeiten.

#### Kraftverkehr
Das Kreisgebiet wird im Südwesten von der Bundesautobahn 8 Stuttgart–Ulm berührt. Ferner wird der Kreis durch Bundes-, Landes- und Kreisstraßen erschlossen. Die wichtigsten sind die B 10 Stuttgart–Ulm, die B 297 Göppingen–Schwäbisch Gmünd und die B 466 Mühlhausen–Heidenheim.

#### Radverkehr
Durch den Landkreis verläuft eine Alltagsroute aus dem Radnetz Baden-Württemberg: Von Plochingen kommend über Göppingen und Geislingen Richtung Ulm.
Außerdem gibt es eine Radverkehrskonzeption für den Landkreis Göppingen.
Durch den Landkreis verlaufen als Landes-Radfernwege:
- Der Albtäler-Radweg ist ein Rundkurs zwischen Römerstein und Sontheim an der Brenz. Im Landkreis Göppingen verläuft er durch das obere Filstal und das Eybtal.
- Der Schwäbische-Alb-Radweg führt vom Bodensee nach Donauwörth und dabei von Holzmaden kommend über Bad Boll, Süßen und Böhmenkirch Richtung Steinheim am Albuch.
- Der Württemberger Tälerradweg zweigt in Bad Boll vom Schwäbische-Alb-Radweg ab und führt nach Göppingen (Stadtteil Faurndau). Weiter verläuft er auf der ehemaligen Hohenstaufenbahn. Insgesamt führt er von Crailsheim nach Ulm und weiter über Göppingen nach Schwäbisch Gmünd.

Außerdem gibt es eine kreisweite Auswahl an weiteren touristischen Routen.
Der Landkreis Göppingen ist Mitglied der AGFK (Arbeitsgemeinschaft Fahrrad- und Fußverkehrsfreundlicher Kommunen) in Baden-Württemberg und hat die „Qualitätsstufe“ für eine fahrradfreundliche Kommune erreicht.

### Kreiseinrichtungen
Der Landkreis Göppingen ist Schulträger folgender Beruflichen Schulen: Gewerbliche Schule Göppingen, Kaufmännische Schule Göppingen, Justus-von-Liebig-Schule (Hauswirtschaftliche und Landwirtschaftliche Schule) Göppingen, Gewerbliche Schule Geislingen an der Steige, Kaufmännische Schule Geislingen an der Steige, Emil-von-Behring-Schule (Hauswirtschaftliche Schule) Geislingen und Paul-Kerschensteiner-Schule Bad Überkingen (Gewerbliche Schule für das Hotel- und Gaststättengewerbe), ferner folgender Sonderpädagogischer Bildungs- und Beratungszentren (SBBZ): Bodelschwinghschule Göppingen (Förderschwerpunkte geistige Entwicklung und körperlich-motorische Entwicklung), der Bodelschwinghschule Geislingen an der Steige (Förderschwerpunkt geistige Entwicklung) und der Wilhelm-Busch-Schule (Förderschwerpunkt Sprache) und SBBZ für Schülerinnen und Schüler in längerer Krankenhausbehandlung mit Schulkindergarten Göppingen.
Der Landkreis Göppingen ist Träger der Klinik am Eichert in Göppingen, Akademisches Lehrkrankenhaus der Universität Ulm, und der Helfenstein Klinik Geislingen an der Steige, verbunden zu den Alb Fils Kliniken.
Weitere freigemeinnützige und private Kliniken im Landkreis Göppingen sind die Rehaklinik Bad Boll, das Christophsbad Göppingen und die Vinzenz Klinik für Vorsorge und Rehabilitation Bad Ditzenbach.

## Gemeinden
(Einwohner am 31. Dezember 2024)
| Städte 1. Donzdorf (10.568) 2. Ebersbach an der Fils (15.420) 3. Eislingen/Fils, Große Kreisstadt (22.325) 4. Geislingen an der Steige, Große Kreisstadt (27.791) 5. Göppingen, Große Kreisstadt (58.937) 6. Lauterstein (2558) 7. Süßen (10.185) 8. Uhingen (14.304) 9. Wiesensteig (2001) Vereinbarte Verwaltungsgemeinschaften und Gemeindeverwaltungsverbände 1. Vereinbarte Verwaltungsgemeinschaft der Gemeinde Deggingen mit der Gemeinde Bad Ditzenbach 2. Vereinbarte Verwaltungsgemeinschaft der Stadt Ebersbach an der Fils mit der Gemeinde Schlierbach 3. Gemeindeverwaltungsverband Eislingen-Ottenbach-Salach mit Sitz in Eislingen/Fils; Mitgliedsgemeinden: Stadt Eislingen/Fils und Gemeinden Ottenbach und Salach 4. Vereinbarte Verwaltungsgemeinschaft der Stadt Geislingen an der Steige mit den Gemeinden Bad Überkingen und Kuchen 5. Vereinbarte Verwaltungsgemeinschaft der Stadt Göppingen mit den Gemeinden Schlat, Wäschenbeuren und Wangen 6. Gemeindeverwaltungsverband „Mittleres Fils-Lautertal“ mit Sitz in Donzdorf; Mitgliedsgemeinden: Städte Donzdorf, Lauterstein und Süßen und Gemeinde Gingen an der Fils 7. Gemeindeverwaltungsverband „Oberes Filstal“ mit Sitz in Wiesensteig; Mitgliedsgemeinden: Stadt Wiesensteig und Gemeinden Drackenstein, Gruibingen, Hohenstadt und Mühlhausen im Täle 8. Gemeindeverwaltungsverband „Östlicher Schurwald“ mit Sitz in Rechberghausen; Mitgliedsgemeinden: Adelberg, Birenbach, Börtlingen und Rechberghausen 9. Gemeindeverwaltungsverband „Raum Bad Boll“ mit Sitz in Bad Boll; Mitgliedsgemeinden: Aichelberg, Bad Boll, Dürnau, Gammelshausen, Hattenhofen und Zell unter Aichelberg 10. Vereinbarte Verwaltungsgemeinschaft der Stadt Uhingen mit der Gemeinde Albershausen 11. Gemeindeverwaltungsverband „Voralb“ mit Sitz in Heiningen; Mitgliedsgemeinden: Eschenbach und Heiningen | Weitere Gemeinden 1. Adelberg (1961) 2. Aichelberg (1287) 3. Albershausen (4408) 4. Bad Boll (5116) 5. Bad Ditzenbach (3840) 6. Bad Überkingen (3788) 7. Birenbach (1905) 8. Böhmenkirch (5684) 9. Börtlingen (1709) 10. Deggingen (5066) 11. Drackenstein (441) 12. Dürnau (2194) 13. Eschenbach (2110) 14. Gammelshausen (1509) 15. Gingen an der Fils (4441) 16. Gruibingen (2249) 17. Hattenhofen (2925) 18. Heiningen (5077) 19. Hohenstadt (733) 20. Kuchen (5544) 21. Mühlhausen im Täle (1072) 22. Ottenbach (2364) 23. Rechberghausen (5491) 24. Salach (8042) 25. Schlat (1668) 26. Schlierbach (3940) 27. Wangen (3183) 28. Wäschenbeuren (3895) 29. Zell unter Aichelberg (3078) |  |

## Gemeinden vor der Kreisreform
Vor der Kreisreform 1973 beziehungsweise vor der Gemeindereform gehörten zum Landkreis Göppingen seit 1938 insgesamt 65 Gemeinden, darunter 5 Städte. 1939 wurde Holzheim, 1956 Bartenbach und 1957 Bezgenriet in die Stadt Göppingen und 1966 Weiler ob Helfenstein in die Stadt Geislingen an der Steige eingegliedert. Somit gab es nur noch 61 Gemeinden.
Am 7. März 1968 stellte der Landtag von Baden-Württemberg die Weichen für eine Gemeindereform. Mit dem Gesetz zur Stärkung der Verwaltungskraft kleinerer Gemeinden war es möglich, dass sich kleinere Gemeinden freiwillig zu größeren Gemeinden vereinigen konnten. Den Anfang im Landkreis Göppingen machten am 1. Juli 1971 die Gemeinden Hausen an der Fils und Oberwälden, die in die Gemeinde Bad Überkingen beziehungsweise in die Gemeinde Wangen eingegliedert wurden. In der Folgezeit reduzierte sich die Zahl der Gemeinden stetig. Alle verbliebenen Gemeinden des Landkreises Göppingen wurden am 1. Januar 1973 in den neuen Landkreis Göppingen übernommen, doch reduzierte sich auch in der Folgezeit die Zahl der Gemeinden weiter.
Die größte Gemeinde des Landkreises Göppingen vor der Kreisreform war die Kreisstadt Göppingen, die seit dem 1. April 1956 Große Kreisstadt ist. Die kleinste Gemeinde war Oberwälden. Der Landkreis Göppingen umfasste vor der Kreisreform eine Fläche von 610 km² und hatte bei der Volkszählung 1970 insgesamt 225.987 Einwohner. Nach der Kreisreform 1973 wurden weitere Gemeinden zu Städten erhoben, und zwar Ebersbach an der Fils 1975, Donzdorf 1976, Süßen 1996 und Uhingen 1997.
In der Tabelle wird die Einwohnerentwicklung des alten Landkreises Göppingen bis 1970 angegeben. Alle Einwohnerzahlen sind Volkszählungsergebnisse.
| Datum              | Einwohner |
| ------------------ | --------- |
| 17. Mai 1939       | 121.832   |
| 13. September 1950 | 169.845   |

| Datum        | Einwohner |
| ------------ | --------- |
| 6. Juni 1961 | 201.977   |
| 27. Mai 1970 | 225.987   |

In der Tabelle stehen die Gemeinden des Landkreises Göppingen vor der Gemeinde- beziehungsweise Kreisreform ohne die bereits vor 1966 nach Göppingen eingegliederten Gemeinden Holzheim, Bartenbach, Jebenhausen und Bezgenriet. Alle Gemeinden gehören auch heute noch zum Landkreis Göppingen.

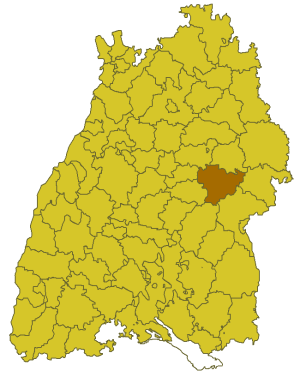
Landkreis Göppingen vor der Kreisreform

| frühere Gemeinde           | heutige Gemeinde         | Einwohner am 6. Juni 1961 |
| -------------------------- | ------------------------ | ------------------------- |
| Auendorf                   | Bad Ditzenbach           | 584                       |
| Aufhausen                  | Geislingen an der Steige | 572                       |
| Baiereck                   | Uhingen                  | 283                       |
| Bünzwangen                 | Ebersbach an der Fils    | 969                       |
| Eybach                     | Geislingen an der Steige | 1.228                     |
| Faurndau                   | Göppingen                | 5.723                     |
| Gosbach                    | Bad Ditzenbach           | 1.311                     |
| Hausen an der Fils         | Bad Überkingen           | 554                       |
| Hohenstaufen               | Göppingen                | 1.496                     |
| Holzhausen                 | Uhingen                  | 945                       |
| Nenningen                  | Lauterstein              | 1.270                     |
| Oberwälden                 | Wangen                   | 239                       |
| Reichenbach im Täle        | Deggingen                | 1.046                     |
| Reichenbach unter Rechberg | Donzdorf                 | 634                       |
| Roßwälden                  | Ebersbach an der Fils    | 742                       |
| Schnittlingen              | Böhmenkirch              | 329                       |
| Sparwiesen                 | Uhingen                  | 788                       |
| Steinenkirch               | Böhmenkirch              | 381                       |
| Stötten                    | Geislingen an der Steige | 271                       |
| Treffelhausen              | Böhmenkirch              | 713                       |
| Unterböhringen             | Bad Überkingen           | 821                       |
| Weiler ob der Fils         | Ebersbach an der Fils    | 517                       |
| Weiler ob Helfenstein      | Geislingen an der Steige | 325                       |
| Weißenstein, Stadt         | Lauterstein              | 1.187                     |
| Winzingen                  | Donzdorf                 | 803                       |

## Kfz-Kennzeichen
Am 1. Juli 1956 wurde dem Landkreis bei Einführung der bis heute gültigen Kfz-Kennzeichen das Unterscheidungszeichen GP zugewiesen. Es wird durchgängig bis heute ausgegeben.